# Emmy Internacional 2007
A  35ª Edição dos Prêmios Emmy Internacional (ou Emmy Internacional 2007), aconteceu em 19 de novembro de 2007, no Hilton Hotel em Nova York, Estados Unidos, e teve como apresentador o ator Roger Bart.

## Cerimônia
Os indicados para 35ª edição do Emmy Internacional foram anunciados pela Academia Internacional das Artes e Ciências Televisivas em 7 de outubro de 2007, em uma conferência de imprensa na MIPCOM de Cannes, França.
Ao todo 16 países foram nomeados aos prêmios de 2007, com o Reino Unido liderando a lista com 8 nomeações, seguido do Brasil com 7 (um recorde de indicações do país em toda a história do prêmio até então), ficando de fora apenas das categorias de melhor programa sem roteiro e melhor documentário. Das sete indicações brasileiras, cinco são da Rede Globo. Dentre os indicados brasileiros, Lília Cabral concorria como melhor atriz por seu papel na novela Páginas da Vida. Como melhor ator, Lázaro Ramos concorria por seu papel em Cobras & Lagartos, a série de TV Antônia concorria como melhor telefilme ou minissérie, o especial Por Toda Minha Vida: Elis Regina disputou o prêmio na categoria de melhor programa artístico e a segunda edição de Os Amadores como melhor comédia. A série Mothern do canal a cabo GNT concorreu como melhor série dramática e a TVE Brasil - a única emissora brasileira pública que concorria ao prêmio - foi indicada com o segundo episódio da série Um Menino Muito Maluquinho, na categoria de melhor programa infantojuvenil.
O Founders Award foi apresentado pelo ator Robert De Niro ao ex-vice-presidente e vencedor do Nobel da Paz, Al Gore, por seu papel no lançamento do canal Current TV. O Directorate Award foi dado a Patrick Le Lay, presidente do grupo frances TF1.

## Vencedores e indicados
| Melhor Ator | Melhor Atriz |
| --- | --- |
| - Jim Broadbent em The Street - Reino Unido (BBC) - Pierre Bokma em The Chosen One - Holanda (VPRO) - Lázaro Ramos em Cobras & Lagartos - Brasil (Rede Globo) - Guo Jiaming em My Own Private Deutschland - China (CCTV) - Bobby Au-yeung em Dicey Business - Hong Kong (TVB) | - Muriel Robin em The Poisoner - França (TF1/RTBF) - Lília Cabral em Páginas da Vida - Brasil (Rede Globo) - Victoria Wood em Housewife, 49 - Reino Unido (ITV) - Brenda Ngxoli em Home Affairs - África do Sul (Penguin Films)        |
| Melhor Série Dramática | Melhor Filme para TV ou Minissérie |
| - The Street - Reino Unido (BBC) - Home Affairs - África do Sul (Penguin Films) - The Eagle - Dinamarca (DR/ZDF/NRK/SVT) - Mothern - Brasil (GNT) | - Death of a President - Reino Unido (More4) - Antônia - Brasil (Rede Globo) - Toy Train - China (CCTV-6) - Die Mauer - Berlin '61 - Alemanha (WDR)                                                                                    |
| Melhor Programa Artístico | Melhor Série de Comédia |
| - Simon Schama's Power of Art - Reino Unido (BBC) - Por Toda Minha Vida: Elis Regina - Brasil (Rede Globo) - False Waltz - Holanda (AVRO Television) - Smile - Japão (NHK) | - Little Britain Abroad - Reino Unido (BBC) - Os Amadores - Brasil (Rede Globo) - Alle lieben Jimmy - Alemanha (RTL Television) - NEO - Office Chuckles - Japão (NHK) - Sorted - África do Sul (SABC)                                  |
| Melhor Programa de Entretenimento sem Roteiro | Melhor Documentário |
| - How Do You Solve a Problem like Maria? - Reino Unido (BBC) - Caiga Quien Caiga - Argentina (Cuatro Cabezas) - El coro de la cárcel - Espanha (RTVE) - Takeshi no komanechi daigaku sûgaku ka - Japão (Fuji Television)                                                      | - Stephen Fry: The Secret Life of the Manic Depressive - Reino Unido (BBC) - En las manos de Dios - Colômbia (RCN) - Smiling in a War Zone - Dinamarca (ZDF/SVT) - Dinosaurs vs. Mammals – Secrets of Mammalian Survival - Japão (NHK) |
| Melhor Programa infanto-juvenil | |
| - The Magic Tree - Polônia (TVP) - The Arena - Singapura (MediaCorp) - Mortified - Austrália (ACTF) - Um Menino muito Maluquinho - Brasil (TV Brasil) | |

## Múltiplas indicações
Por país
| N.º de indicações | País                                                           |
| ----------------- | -------------------------------------------------------------- |
| 8                 | Reino Unido                                                    |
| 7                 | Brasil                                                         |
| 4                 | Japão                                                          |
| 2                 | Alemanha · África do Sul · China · Dinamarca · Países Baixos · |

Por rede
| N.º de indicações | Emissora de TV                 |
| ----------------- | ------------------------------ |
| 6                 | BBC                            |
| 5                 | TV Globo                       |
| 2                 | CCTV NHK Pinguin Films STV ZDF |

## Múltiplas vitórias
Por país
| N.º de vitórias | País        |
| --------------- | ----------- |
| 7               | Reino Unido |

Por rede
| N.º de vitórias | Emissora de TV |
| --------------- | -------------- |
| 6               | BBC            |